# ای‌کی‌کیوای
ای‌کی‌کیوای (انگلیسی: AKQA) شرکت تبلیغات آمریکایی است، که در سال ۱۹۹۴ تأسیس شد.